# Franks Wild Years
Franks Wild Years är ett album av den amerikanske artisten Tom Waits. Albumet släpptes 1987. Musiken är tagen från en musikal med samma namn som Waits skrev tillsammans med sin fru Kathleen Brennan. Albumtiteln är tagen från låten "Frank's Wild Years", som finns med på albumet Swordfishtrombones, med enda skillnaden att apostrofen är borttagen.

## Låtlista
Låtarna skrivna av Tom Waits, där inget annat namn anges.
1. "Hang on St. Christopher" - 2:46
2. "Straight to the Top (Rhumba)" (Greg Cohen, Tom Waits) - 2:30
3. "Blow Wind Blow" - 3:34
4. "Temptation" - 3:54
5. "Innocent When You Dream (Barroom)" - 4:16
6. "I'll Be Gone" (Kathleen Brennan/Tom Waits) -  3:13
7. "Yesterday Is Here" (Kathleen Brennan/Tom Waits) - 2:31
8. "Please Wake Me Up" (Kathleen Brennan/Tom Waits) - 3:35
9. "Frank's Theme" - 1:50
10. "More Than Rain" - 3:52
11. "Way Down in the Hole" - 3:31
12. "Straight to the Top (Vegas)" (Greg Cohen, Tom Waits) - 3:24
13. "I'll Take New York" - 4:01
14. "Telephone Call From Istanbul" - 3:12
15. "Cold Cold Ground" - 4:07
16. "Train Song" - 3:21
17. "Innocent When You Dream (78)" - 3:09